# Carrer del Comerç (Vilafranca del Penedès)
El Carrer del Comerç és un indret del municipi de Vilafranca del Penedès (Alt Penedès) inclòs en l'Inventari del Patrimoni Arquitectònic de Catalunya.

## Descripció
Es tracta d'un passeig amb arbres edificat per un sol costat, ja que a l'altra banda limita amb els molls i coberts de càrrega i descàrrega de l'estació. Predominen els magatzems de vi de coberta a dos aigües i encavallades de ferro o de fusta de composició gairebé sempre simètrica.
En conjunt, les construccions responen als estils eclèctic i noucentista.

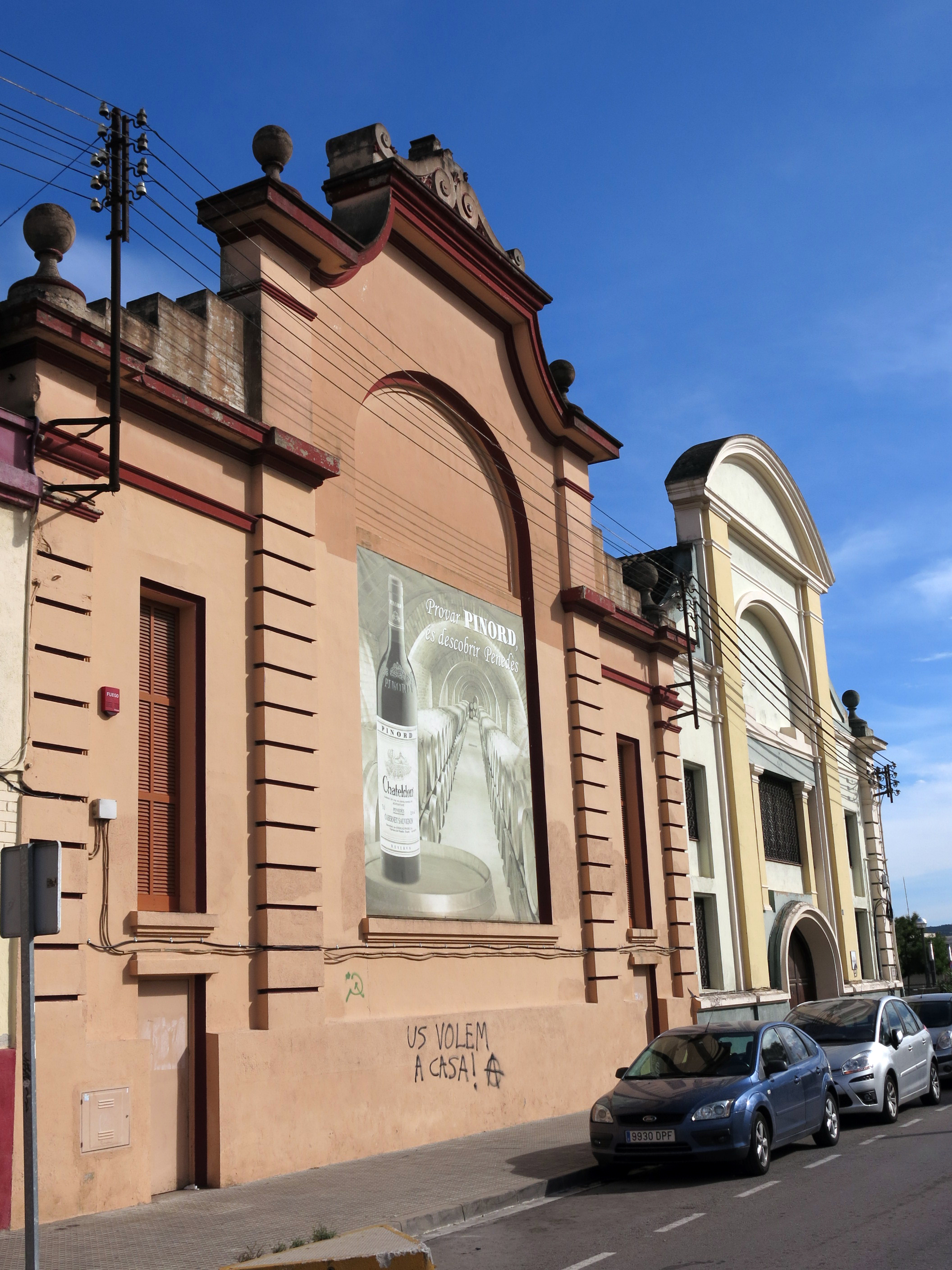
Magatzems Figueras i Devisa
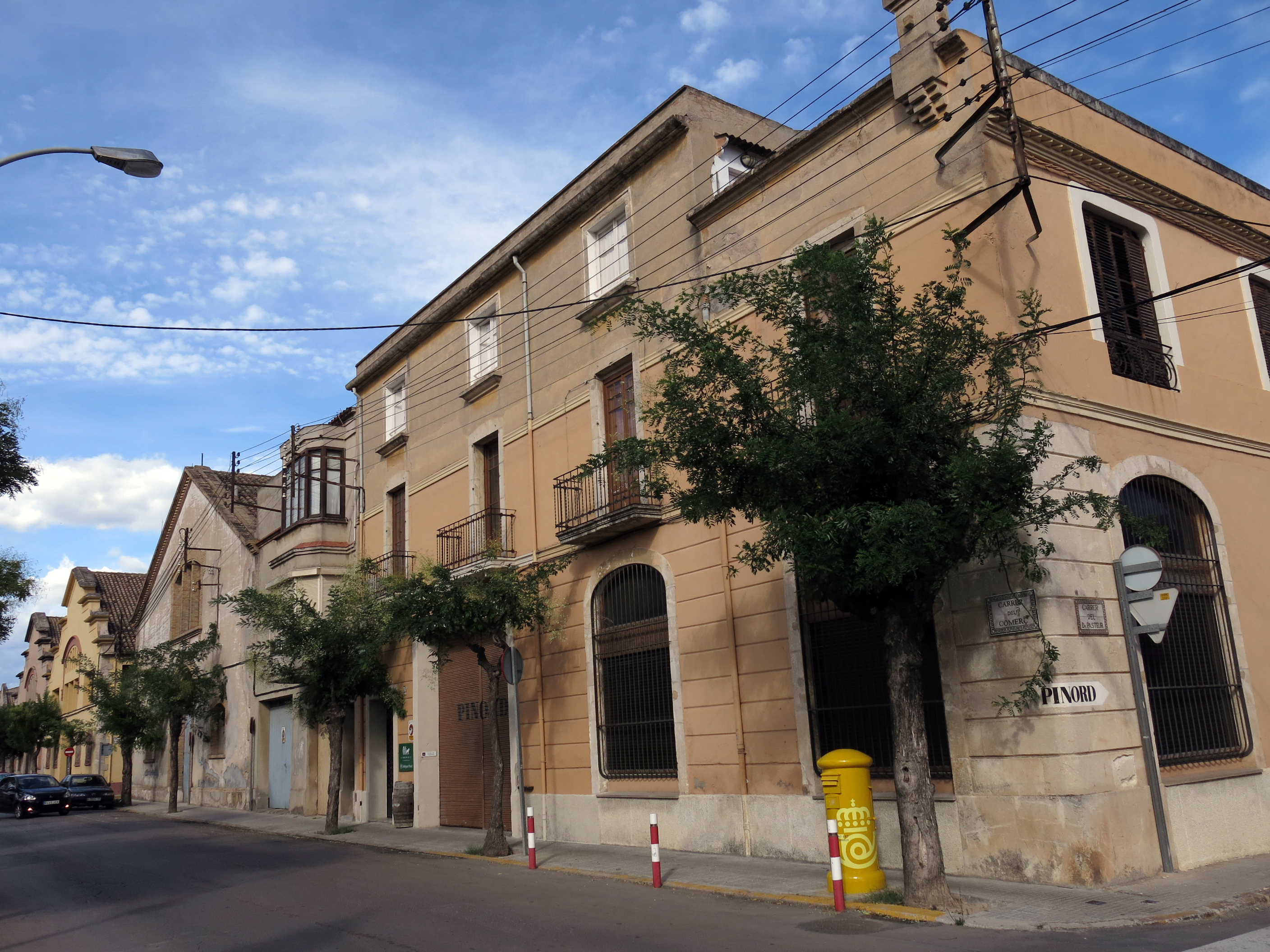
Magatzems Montserrat i Pinord
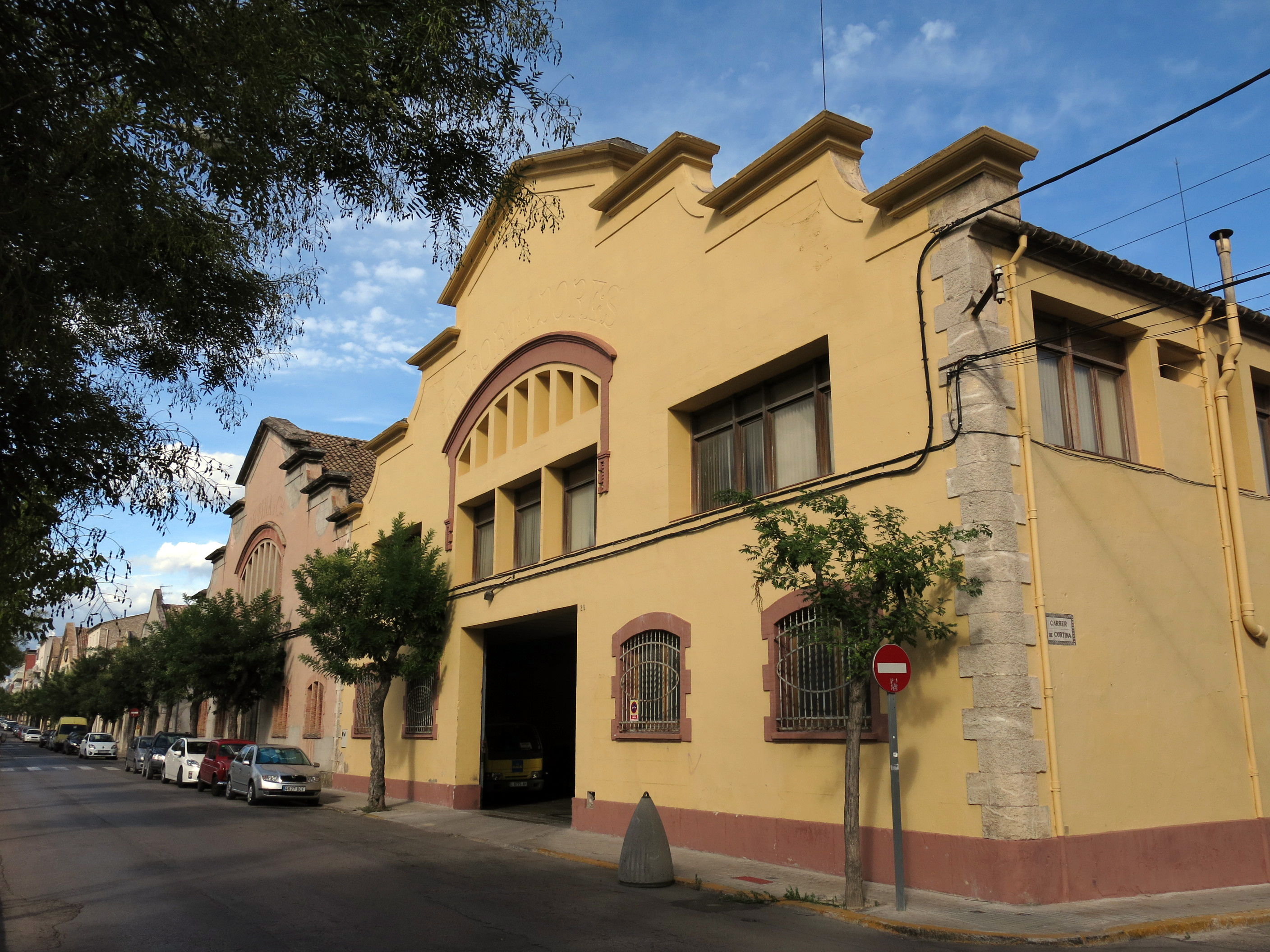
Magatzems Cortina
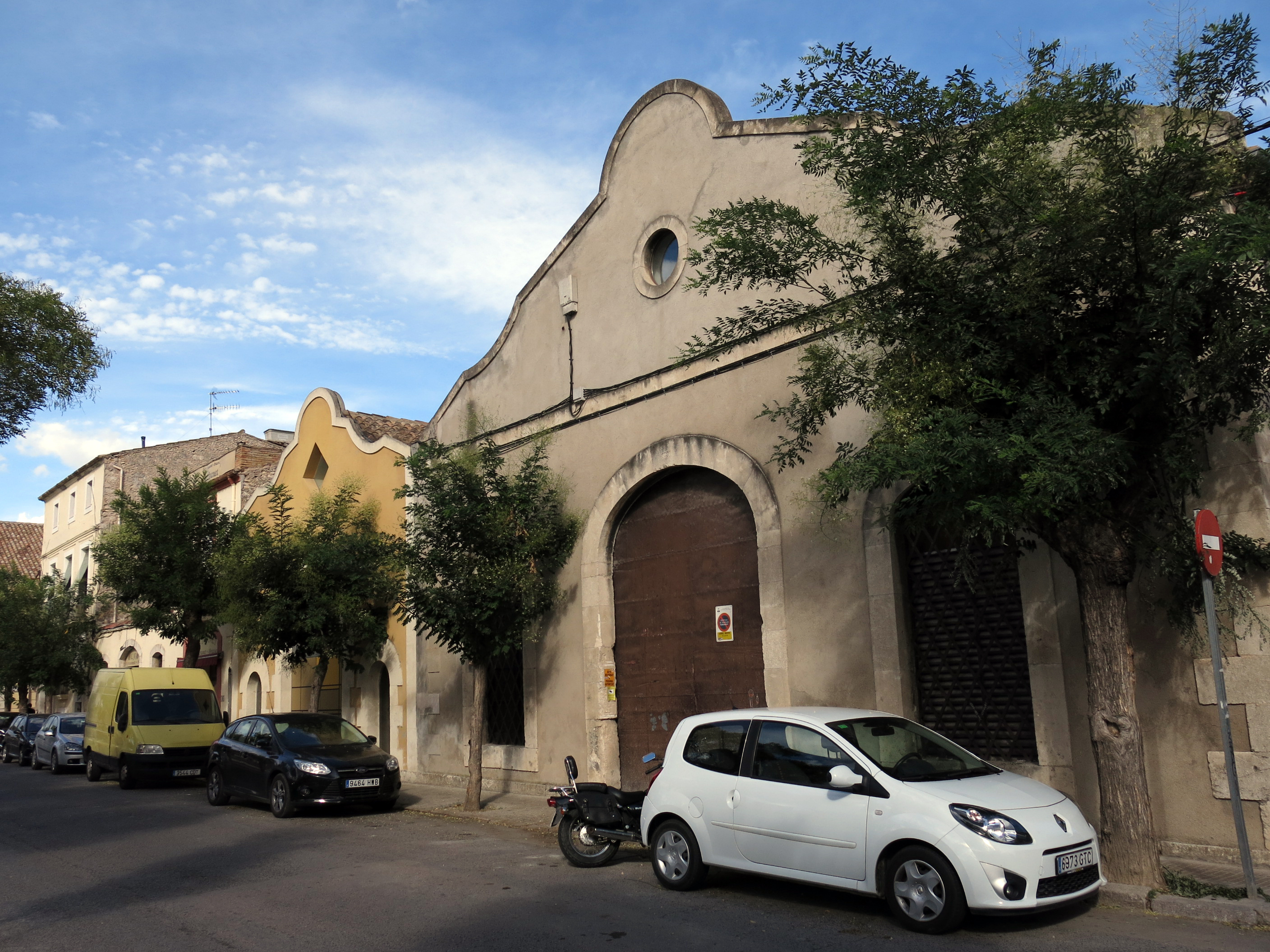
Magatzems Fèlix Via
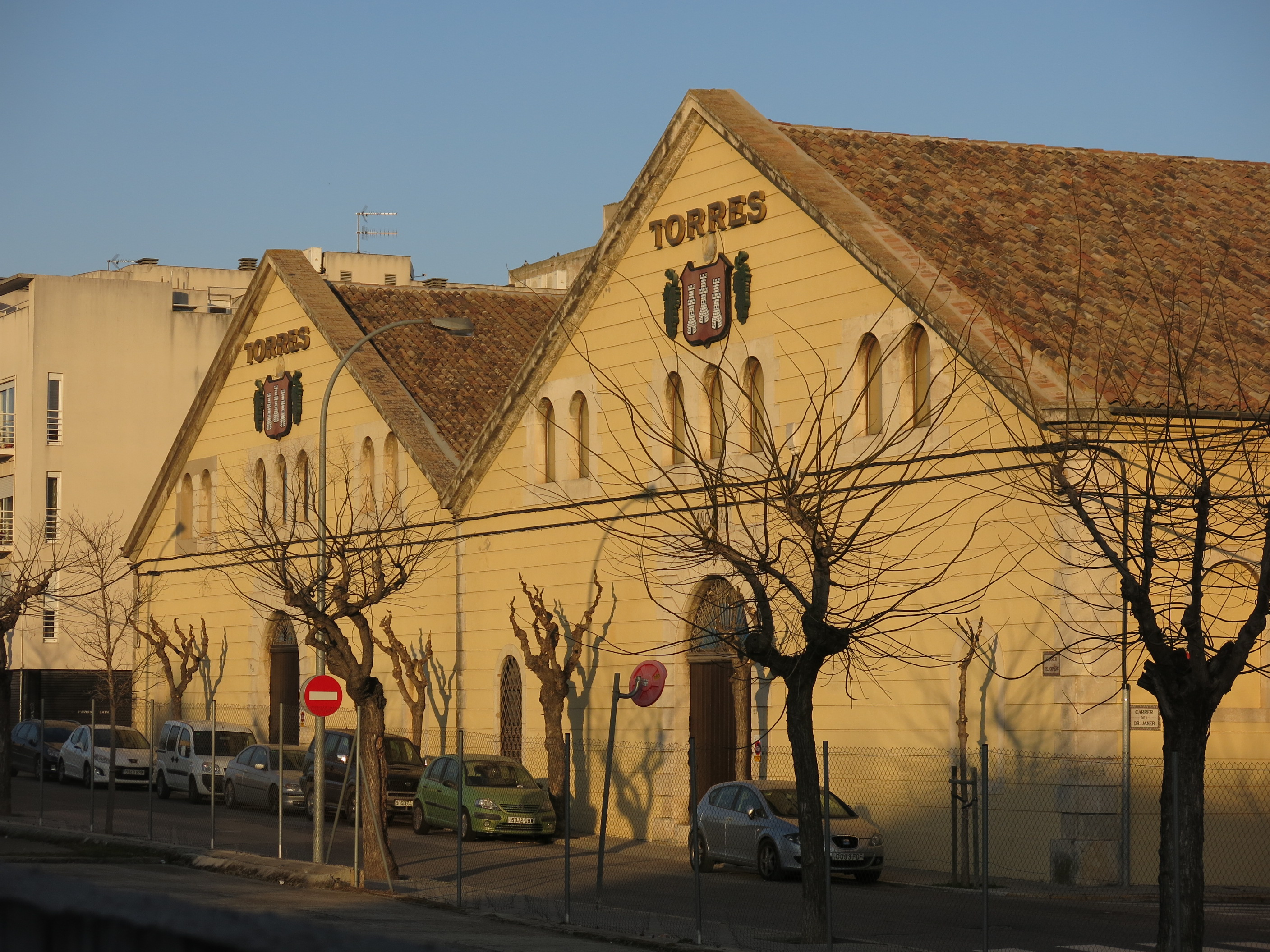
Magatzems Torres

## Història
A partir de la inauguració de l'estació de ferrocarril de Vilafranca, el 1865, es va condicionar la urbanització de l'entorn. Va ser a partir d'aquest moment que va iniciar-se la construcció, a l'altra part de la via del tren, dels grans magatzems per als vinaters. Està comprovada la participació de Josep Inglada (mestre d'obres), Santiago Güell i Grau (arquitecte) i Antoni Pons i Domínguez (arquitecte).
Alguns dels edificis més destacables van ser els de Torras i Vendrell, Fèlix Via, Cortina i Companyia, Isidre Figueras, Mory, Jové, Devisa, etc.
Part d'aquests magatzems continuen exercint la labor d'elaboració del vi el segle xxi.

### Cronologia
- 1874- nº22
- 1881- nº27
- 1884- nº21
- 1895- nº29 (projecte de Santiago Güell, arxiu municipal)
- 1910- nº31 (projecte de Santiago Güell, arxiu municipal)
- 1919- Magatzem Figueres (projecte d'A. Pons, arxiu municipal)[1]